# 吉氏穗肩䲁
吉氏穗肩䲁（學名：Cirripectes gilberti），又稱吉氏項鬚䲁，為輻鰭魚綱鳚形目䲁科穗肩䲁屬的一種，分布於印度洋,包括南非、葛摩、塞席爾群島、查戈斯群島、可可群島、聖誕島、蘇門答臘島北端海域，深度0至8公尺，本魚體呈長橢圓形且側扁，下唇內側光滑，外側有褶皺。上唇小圓齒36-48，頭部感覺孔系統複雜，頸部50-64觸鬚，眶上17-48觸鬚，鼻11-37觸鬚，全身無鱗片，成年雄魚身體呈棕色，雌魚灰褐色，有紅色斑點，背鰭硬棘12枚、背鰭軟條14枚、臀鰭硬棘2枚、臀鰭軟條15枚，體長可達10.2公分，成魚棲息在水淺的珊瑚礁及岩礁區，通常躲在洞穴，一旦遇危險時以倒游方式躲入小洞穴中，僅露出頭部注視敵人，具領域性，幼魚為浮游性，雌魚產附著性卵，雄魚有護卵行為。